# Wielki teatr świata
Wielki teatr świata (hiszp. El gran teatro del mundo) – dramat Calderona de la Barca z 1630 roku, jeden z najbardziej znanych autos sacramentales.

## Czas powstania utworu
Wielki teatr świata jest jednym z najwcześniejszych autos Calderona. Powstał prawdopodobnie przed 1635 rokiem. Wskazuje na to jego styl, wyzbyty nadmiernej retoryki język, prosta wersyfikacja i mało skomplikowana, chociaż bardzo precyzyjna konstrukcja sztuki. Został wydany w 1654 roku. 
Polska premiera dramatu w tłumaczeniu Leszka Białego i reżyserii Andrzeja Dziuka odbyła się w 1986 w Teatrze Witkacego w Zakopanem.

## Toposteatru świata
Idea świata jako teatru, gdzie człowiek jest aktorem a Bóg dramaturgiem, pochodzi z filozofii stoickiej. Swoje źródło ma w LXXVI Liście moralnym Seneki do Lucyliusza. Rozwinął ją później Epiktet w Encheiridionie, a po nim Lukian w swych Dialogach (Sen, Ikar i Menippus).  Schrystianizowana przez  Augustyna z Hippony i Świętego Jana Chryzostoma, została podjęta w czasach nowożytnych przez Erazma z Rotterdamu (Pochwała głupoty, Rozmowy). Za jego pośrednictwem trafiła do literatury hiszpańskiej, pojawiając się najpierw w Crotalonie Christophora Gnosopha z ok. 1552-1553, a następnie w Diana enamorada (Diana zakochana) Gaspara Gil Polo (1564). Ślady tego porównania można też odnaleźć w Cancionero (Śpiewnik) Jorge de Montemayora (1554), W Gran teatro del mundo (Teatr świata) Pierre'a de Bovistuau, przetłumaczonym z francuskiego na kastylijski w 1569 roku i w Examen de Ingenios (Badanie umysłów) Huarte de San Juan (1594).

Pamiętaj, że nasz żywot jest komedią tylko,
a teatrem tej farsy świat jawi się cały;
Że świat ten dekoracje zmienia z każdą chwilką,
my zaś wszyscy jesteśmy na nim aktorami.
Nie zapomnij też nigdy, iż Ten co cię stworzył,
tę komedię zawiłą i świetną ułożył.

Na przełomie XVI i XVII wieku, wobec postępującego rozkładu państwa i wyznawanych powszechnie ideałów temat trafia do kazań i literatury refleksyjnej. Przywołuje go kaznodzieja Alonso de Cabera na kazaniu z okazji pogrzebu Filipa II w 1598 roku, karmelita Augustin Nunez Delgadillo w dziele De la victoria de los justos (O zwycięstwie sprawiedliwych, 1618). W literaturze pięknej temat świata-teatru pojawia się w pierwszej części powieści pikarejskiej Matea Alemana Guzman de Alfarache z 1599 roku oraz w anonimowym sonecie A la muerte de una dama, opublikowanym w 1605 roku. Pierwszą próbą prezentacji owego toposu na scenie było Lo fingido verdadero (Prawdziwe zmyślenie) Lopego de Vegi. W roku 1615 włożył w usta głównych bohaterów drugiej części Don Kichota dialog o tym, że życie najbardziej podobne jest do komedii, a ludzie do grających w niej aktorów. Wreszcie w 1635 roku, a więc niemal równocześnie z Calderónem, temat podjął Francisco de Quevedo w Epicteto y Phocilides en español con consonantes (Epiktet i Fokilides rymowani po hiszpańsku)

## Postacie
| Osoba       | Jej rola w dramacie                                                              |
| ----------- | -------------------------------------------------------------------------------- |
| Autor       | Bóg                                                                              |
| Świat       | będący zarówno aktorem jak i sceną, przydziela i odbiera rekwizyty               |
| Król        | uosobienie wszelkiej władzy świeckiej                                            |
| Roztropność | takżeː pobożność lub wiara, uosabiająca Kościół, określa siebie jako sługę wiary |
| Prawo Łaski | podporządkowany Autorowi (Autor mówi że powtarza przestrogi jego ustami)         |
| Piękno      | piękno fizyczne (w tekście piękno ludzkie) kobiety                               |
| Bogacz      |                                                                                  |
| Wieśniak    |                                                                                  |
| Biedak      |                                                                                  |
| Dziecko     | zmarłe przed narodzeniem                                                         |
| Głos        | oznajmiający bohaterom ich śmierć                                                |

## Treść

### Wprowadzenie
Dramat rozpoczyna monolog Autora wzywającego na scenę Świat. Autor wypowiada się o świecie z zachwytem, jednocześnie podkreślając jego zmienność i małość. Następnie informuje Świat, że z racji święta (autos były wystawiane z okazji święta Bożego Ciała), odbędzie się na nim przedstawienie ku jego (Autora) chwale i ku chwale jego władzy. Następnie pozostawia światu wolną rękę usuwając się na drugi plan, by stworzyć aktorów. Tymczasem Świat przedstawia swoją historię dzieląc ją, jak hiszpańską comedia, na trzy dni: pierwszy, trwający od stworzenia świata do momentu otrzymania przez Mojżesza dziesięciu przykazań, jest to dzień prawa naturalnego. Drugi, to dzień praw pisanych, trzeci era prawa łaski, który trwa od przyjścia Chrystusa. Świat ukazuje też dwie bramy: kołyskę i mogiłę, przez które będą musieli przejść wszyscy aktorzy. Obiecuje sprawiedliwie ich obdarzyć, każdemu dając to, co mu się zgodnie z jego pozycją społeczną należy. Na scenę zostają przywoływani Aktorzy i Autor wymienia im ich role, większość posłusznie dziękuje, lecz wieśniak i biedak skarżą się na swoje przydziały i pytają o ich przyczynę. Autor zapowiada, że wszystkich Aktorów zrówna po przedstawieniu oceniając ich tylko według tego, czy właściwie zagrali swe role. Sztuka grana w teatrze świata ma być komedią i nosi tytuł Czyń dobro bowiem Bóg jest Bogiem. Aktorzy domagają się także próby i informacji kiedy skończą grać, jednak Autor nie godzi się na żadne żądania. Postacie otrzymują też od Świata właściwe swym rolom kostiumy i rekwizyty (jedynie biedakowi nic nie daje, zamiast tego traci ubranie). Całe wprowadzenie, czyli rozdanie ról społecznych, następuje jeszcze przed narodzeniem postaci.

### Przedstawienie

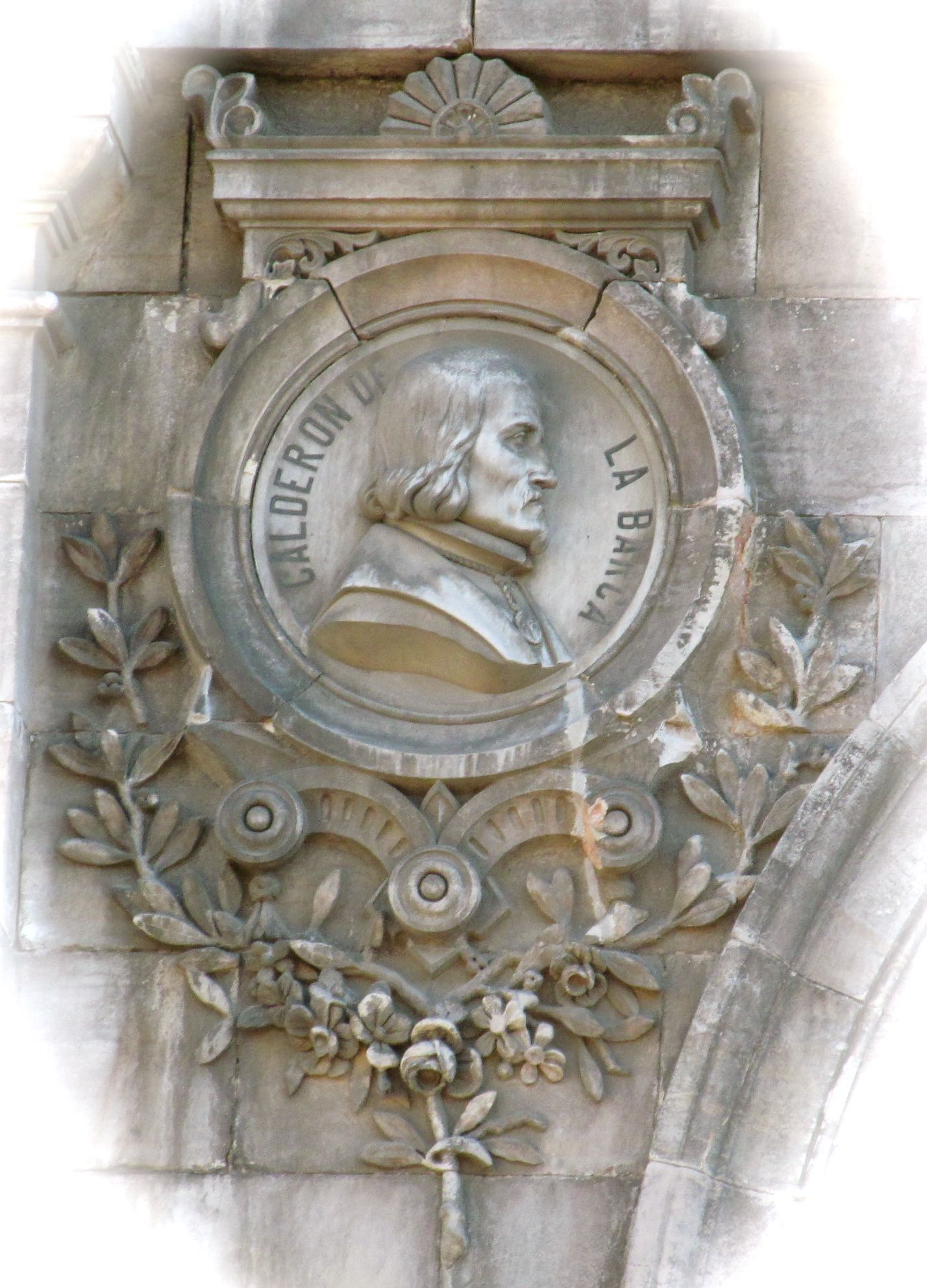
Pedro Calderón. Relief

Akcja tej części rozgrywa się w dwóch, otwierających się przed widzami, kulach: ziemskiej, w której grają aktorzy, i niebieskiej, w której siedzi Autor obserwujący przedstawienie.
Właściwe przedstawienie rozpoczyna Prawo łaski, ujawniając sens sztuki, który zawiera się w dwóch zdaniach: Kochaj bliźniego swego, jak siebie samego, oraz czyń dobro, bowiem Bóg jest Bogiem. Prawo łaski będzie w kolejnych scenach często powtarzać to drugie zdanie, lecz większość bohaterów nie będzie go słyszeć. Następuje spotkanie bohaterów i konfrontacja ich postaw życiowych. Biedak stara się uzyskać od innych postaci wsparcie, jednak Piękno go nie zauważa, Bogacz odrzuca jego prośby, Król odsyła do swego jałmużnika, zaś Wieśniak zamiast pomocy oferuje pracę. Jedynie Roztropność ofiaruje mu chleb (w autos, chleb zazwyczaj oznacza Eucharystię). Następnie Roztropność/Religia chwieje się, lecz zostaje podtrzymana przez Króla, co jest wyraźnym nawiązaniem do wspierania Kościoła przez władzę świecką. Po tych zdarzeniach postacie zaczynają rozmowę w trakcie której ujawniają swoje pragnienia i tak: Król marzy o mądrości, Piękno o podziwie, Wieśniak martwi się o swoją duszę gdyż uważa, że za bardzo jest przywiązany do ziemi a za mało wdzięczny wobec Boga, Bogacz pragnie jedynie rozkoszy zmysłowych, zaś Biedak przeklina dzień w którym został poczęty, lecz podkreśla, że robi to nie ze względu na swoje cierpienia ale dlatego, że został zrodzony w grzechu. W trakcie tej rozmowy Głos kolejno oznajmia bohaterom ich śmierć. Większość buntuje się przeciw niej (jedynie biedak przyjmuje ją z radością) ostatecznie jednak odchodzą pogodzeni i skruszeni (z wyjątkiem Bogacza, który odchodzi w przerażeniu i zostawia serce na ziemi). Nie umiera jedynie Roztropność, która kończy przedstawienie przypominając widzom o konieczności poprawy własnego życia. Na koniec Autor zapowiada wyjawienie kar oraz nagród. Autor w tej części wypowiada się tylko trzykrotnie: na początku otwiera przedstawienie, na końcu je zamyka, zaś w środku przypomina, że dał Aktorom wolność i dlatego nie będzie naprawiał ich błędów. Świat jest w tej części na drugim planie i nie bierze udziału w akcji, komentując jedynie grę Aktorów.

### Sąd
Po śmierci świat odbiera Aktorom rekwizyty (by przekazać je kolejnym), przy czym Piękno nie ma już niczego do oddania (bo już piękne nie jest), zaś Roztropność nie oddaje niczego, bowiem Świat nie może odebrać dobrych uczynków. Pojawia się też Dziecko, zmarłe przed narodzeniem. Wreszcie następuje uczta. Autor zaprasza Aktorów do stołu pełnego chleba, który adoruje Niebo a szanuje chcąc nie chcąc także Piekło. Najpierw zaproszeni zostają Roztropność i Biedak. Król, Wieśniak i Piękno zostają odesłani do czyśćca, przy czym król jako pierwszy z nich dostępuje zbawienia ze względu na wsparcie jakie udzielił Roztropności/Religii. Bogacz trafia do piekła zaś Dziecko nie zaznaje ani kary ani nagrody (patrz otchłań). Sztuka kończy się wspólnym odśpiewaniem hymnu na cześć chleba: Tantum ergo.

## Analiza
Wielki teatr świata jest najwybitniejszym utworem opartym na stoickim porównaniu. Calderón opiera na nim całą biblijną historię ludzkości od Stworzenia świata, przez Upadek aż po Odkupienie. Autor mocno akcentuje trydencką tezę o tym, że do zbawienia oprócz wiary konieczne są dobre uczynki. Bóg będący autorem spektaklu, obdarzywszy aktorów wolną wolą nie interweniuje bezpośrednio w ich grę, co jakiś czas tylko, za pośrednictwem Łaski przypomina im o ich celu. Reżyser przedstawienia Świat stoi na uboczu i komentuje poczynania aktorów. Jest on interpretowany w myśl hiszpańskiej teologii ludowej jako jeden z członków zgubnego dla człowieka triaː Szatan, Świat, Ciało. Aktorzy odgrywający rozmaite role społeczne, niektórzy nie bez sprzeciwów. Calderón akcentuje społeczne obowiązki jednostki, nie wystarczy zabiegać o własną przyjemność, ani nawet o jednostkowe zbawienie. Niesprostanie tym obowiązkom, egoistyczna interpretacja powierzonej mu przez Boga roli, staje się przyczyną potępienia Bogacza, choć Calderón nie atakuje bogactw jako takich. Oprócz zmarłego przed narodzeniem Dziecka, które zgodnie z ówczesną teologią, trafia do limba, pozostali bohaterowie dramatu dostępują zbawienia. Zakończenie sztuki potwierdza tezę o franciszkańskich korzeniach światopoglądu poety.